# Rio Angu
O rio Angu é um curso de água do estado de Minas Gerais, Brasil. É um afluente da margem esquerda do rio Paraíba do Sul. Apresenta 58 km de extensão e drena uma área de 346 km².
A nascente do rio Angu localiza-se no município de Senador Cortes. Sua foz no rio Paraíba do Sul se localiza próxima à cidade de Volta Grande. Em seu percurso, o rio Angu banha também os municípios de Santo Antônio do Aventureiro e Além Paraíba.